# Championnat de France féminin de football de deuxième division 2019-2020
Navigation
Édition précédente Édition suivante
La Division 2 2019-2020  est la 32e édition du championnat de France féminin de football de seconde division.
Le deuxième niveau du championnat féminin oppose vingt-quatre clubs français répartis en deux groupes de douze clubs, en une série de vingt-deux rencontres jouées durant la saison de football.
La première place de chaque groupe permet de monter en Division 1 lors de la saison suivante, les deux dernières places de chaque groupe sont synonyme de relégation en division d'honneur et la dixième place de chaque groupe synonyme de participation à la Phase d'Accession Nationale à la fin de la saison.
Lors de l'exercice précédent, le LOSC Lille et le Rodez AF ont été relégués après avoir fini aux deux dernières places de première division. Le Bergerac Périgord FC, le FC Nantes, le Amiens SC et l'OGC Nice ont, quant à eux, gagné le droit d'évoluer dans ce championnat après avoir remporté les barrages de la Phase d'Accession Nationale. Le Toulouse FC et le RC Saint-Denis ont réussi à se maintenir lors de la Phase d'Accession Nationale.
Le 12 mars 2020, la compétition est suspendue par la Fédération Française de Football en raison de la pandémie relative à la COVID-19. La compétition est définitivement arrêtée le 16 avril 2020 ; la fixation des classements est faite selon le quotient nombre de points obtenus / nombre de matchs joués. Le titre de champion n'est pas décerné ; la Phase d'Accession Nationale étant annulée, les équipes terminant à la dixième place de chaque groupe sont maintenues.

## Participants
Ces tableaux présentent les vingt-quatre équipes qualifiées pour disputer le championnat 2019-2020. On y trouve le nom des clubs, la date de création du club, l'année de la dernière accession à cette division, leur classement de la saison précédente, le nom des stades ainsi que la capacité de ces derniers. Le club du CSFA Ambilly a été intégré au Thonon Évian GGFC en juin 2019 et a donc changé de nom.
Le championnat comprend deux groupes de douze équipes.
Légende des couleurs
- Relégué de Division 1.
- Promu de Division d'Honneur.

| Nom du club          | Date de création | Dernière accession | Classement 2018-2019 | Stade principal                                    | Capacité |
| -------------------- | ---------------- | ------------------ | -------------------- | -------------------------------------------------- | -------- |
| Rodez AF             | 1993             | 2019               | D1                   | Stade Paul-Lignon, Rodez                           | 4 750    |
| US Saint-Malo        | -                | 2014               | 3 (Gr A)             | Stade de Marville, Saint-Malo                      | -        |
| ESOFV La Roche       | 1978             | 2016               | 4 (Gr A)             | Stade de Saint-André-d'Ornay, La Roche-sur-Yon     | 1 800    |
| FF Issy              | 1997             | 2017               | 5 (Gr A)             | Stade Marcel-Bec, Meudon                           | -        |
| US Orléans           | 1970             | 2018               | 6 (Gr A)             | Stade de la Source (terrain annexe), Orléans       | -        |
| ASPTT Albi           | -                | 2018               | 6 (Gr B)             | Stade Maurice-Rigaud, Albi                         | 3 000    |
| Stade brestois 29    | 2012             | 2016               | 7 (Gr A)             | Stade de Pen-Helen (terrain annexe), Brest         | -        |
| Montauban FC         | -                | 2017               | 8 (Gr B)             | Complexe sportif Jean-Verbeke, Montauban           | -        |
| VGA Saint-Maur       | 1968             | 2016               | 9 (Gr A)             | Stade Adolphe-Chéron, Saint-Maur-des-Fossés        | 3 500    |
| Toulouse FC          | 1980             | 2013               | 10 (Gr B)            | Stade Just-Fontaine, Labège                        | -        |
| Bergerac Périgord FC | -                | 2019               | R1                   | Stade de Campréal, Bergerac                        | -        |
| FC Nantes            | 2014             | 2019               | R1                   | Centre sportif José-Arribas, La Chapelle-sur-Erdre | -        |

Localisation des clubs engagés dans le groupe A du championnat
| \| Rodez AF US Saint-Malo ESOFV La Roche FF Issy US Orléans ASPTT Albi Stade brestois Montauban FC VGA Saint-Maur Toulouse FC Bergerac Périgord FC FC Nantes \| |
| Rodez AF US Saint-Malo ESOFV La Roche FF Issy US Orléans ASPTT Albi Stade brestois Montauban FC VGA Saint-Maur Toulouse FC Bergerac Périgord FC FC Nantes       |

| Nom du club       | Date de création | Dernière accession | Classement 2018-2019 | Stade principal                                | Capacité |
| ----------------- | ---------------- | ------------------ | -------------------- | ---------------------------------------------- | -------- |
| LOSC Lille        | 2015             | 2019               | D1                   | Complexe sportif de Luchin, Camphin-en-Pévèle  | -        |
| AS Saint-Étienne  | 1977             | 2017               | 2 (Gr B)             | Stade Salif-Keita, Saint-Étienne               | -        |
| Le Havre AC       | 2015             | 2018               | 2 (Gr A)             | Stade Océane, Le Havre                         | 25 000   |
| FF Yzeure         | 1999             | 2014               | 3 (Gr B)             | Stade de Bellevue, Yzeure                      | 2 164    |
| Grenoble Foot     | -                | 2010               | 4 (Gr B)             | Stade Joseph-Guétat, Seyssinet-Pariset         | -        |
| Thonon Évian GGFC | -                | 2017               | 5 (Gr B)             | Stade Camille-Fournier, Évian-les-Bains        | -        |
| FC Vendenheim     | 1974             | 2013               | 7 (Gr B)             | Stade du Waldeck, Vendenheim                   | 3 000    |
| Arras FCF         | 2001             | 2015               | 8 (Gr A)             | Stade Degouve-Brabant, Arras                   | 2 800    |
| AS Nancy-Lorraine | -                | 2017               | 9 (Gr B)             | Stade Marcel-Picot (terrain annexe), Tomblaine | -        |
| RC Saint-Denis    | -                | 2018               | 10 (Gr A)            | Stade Auguste-Delaune, Saint-Denis             | -        |
| Amiens SC         | 1997             | 2019               | R1                   | Stade de la Licorne (terrain annexe), Amiens   | -        |
| OGC Nice          | 2005             | 2019               | R1                   | Stade de la Plaine du Var, Nice                | -        |

Localisation des clubs engagés dans le groupe B du championnat
| \| LOSC Lille AS Saint-Étienne Le Havre AC FF Yzeure Grenoble Foot Thonon Évian GGFC Arras FCF AS Nancy- Lorraine RC Saint-Denis FC Vendenheim Amiens SC OGC Nice \| |
| LOSC Lille AS Saint-Étienne Le Havre AC FF Yzeure Grenoble Foot Thonon Évian GGFC Arras FCF AS Nancy- Lorraine RC Saint-Denis FC Vendenheim Amiens SC OGC Nice       |

## Compétition

### Classement
Le classement est calculé avec le barème de points suivant : une victoire vaut trois points, le match nul un et la défaite aucun.
Critères utilisés pour départager en cas d'égalité au classement :
1. classement aux points des matchs joués entre les clubs ex æquo ;
2. différence entre les buts marqués et les buts concédés par chacun d’eux au cours des matchs qui les ont opposés ;
3. différence entre les buts marqués et les buts concédés sur la totalité des matchs joués dans le championnat ;
4. plus grand nombre de buts marqués sur la totalité des matchs joués dans le championnat ;
5. en cas de nouvelle égalité, une rencontre supplémentaire aura lieu sur terrain neutre avec, éventuellement, l’épreuve des tirs au but.

| Rang | Équipe                 | Pts | J  | G  | N | P  | Bp | Bc | Diff |
| ---- | ---------------------- | --- | -- | -- | - | -- | -- | -- | ---- |
| 1    | FF Issy                | 41  | 16 | 13 | 2 | 1  | 56 | 12 | +44  |
| 2    | Rodez AF R             | 29  | 16 | 8  | 5 | 3  | 40 | 17 | +23  |
| 3    | US Saint-Malo          | 29  | 16 | 9  | 2 | 5  | 34 | 26 | +8   |
| 4    | FC Nantes P            | 28  | 16 | 8  | 4 | 4  | 33 | 16 | +17  |
| 5    | Montauban FC           | 28  | 16 | 8  | 4 | 4  | 41 | 28 | +13  |
| 6    | US Orléans             | 26  | 16 | 8  | 2 | 6  | 30 | 21 | +9   |
| 7    | Stade brestois 29      | 25  | 16 | 7  | 4 | 5  | 25 | 23 | +2   |
| 8    | ESOFV La Roche-sur-Yon | 23  | 16 | 7  | 2 | 7  | 25 | 23 | +2   |
| 9    | VGA Saint-Maur         | 20  | 16 | 6  | 2 | 8  | 31 | 32 | -1   |
| 10   | ASPTT Albi             | 12  | 16 | 3  | 3 | 10 | 12 | 35 | -23  |
| 11   | Toulouse FC            | 11  | 16 | 3  | 2 | 11 | 12 | 42 | -30  |
| 12   | Bergerac Périgord FC P | 0   | 16 | 0  | 0 | 16 | 2  | 66 | -64  |

|  | Promu en Division 1. |
|  | Relégué en Division d'Honneur. |
|  | R Relégué de Division 1 P Promu de Division d'Honneur. Pts points ; G victoires ; N match nuls ; P défaites Bp buts marqués ; Bc buts encaissés ; Diff différence de buts |

| Rang | Équipe            | Pts | J  | G  | N | P  | Bp | Bc | Diff |
| ---- | ----------------- | --- | -- | -- | - | -- | -- | -- | ---- |
| 1    | Le Havre AC       | 40  | 16 | 13 | 1 | 2  | 39 | 13 | +26  |
| 2    | AS Saint-Étienne  | 37  | 15 | 11 | 4 | 0  | 36 | 9  | +27  |
| 3    | LOSC Lille R      | 33  | 15 | 10 | 3 | 2  | 30 | 17 | +13  |
| 4    | FF Yzeure         | 28  | 15 | 9  | 1 | 5  | 33 | 15 | +18  |
| 5    | AS Nancy-Lorraine | 26  | 15 | 7  | 5 | 3  | 22 | 13 | +9   |
| 6    | Thonon Évian GGFC | 20  | 16 | 6  | 2 | 8  | 24 | 18 | +6   |
| 7    | FC Vendenheim     | 19  | 16 | 5  | 4 | 7  | 21 | 27 | -6   |
| 8    | Grenoble Foot 38  | 15  | 16 | 4  | 3 | 9  | 15 | 32 | -17  |
| 9    | Arras FCF         | 14  | 15 | 3  | 5 | 7  | 21 | 23 | -2   |
| 10   | OGC Nice P        | 14  | 16 | 3  | 5 | 8  | 12 | 37 | -25  |
| 11   | Amiens SC P       | 10  | 15 | 3  | 1 | 11 | 13 | 28 | -15  |
| 12   | RC Saint-Denis    | 5   | 16 | 1  | 2 | 13 | 12 | 46 | -34  |

|  | Promu en Division 1. |
|  | Relégué en Division d'Honneur. |
|  | R Relégué de Division 1 P Promu de Division d'Honneur. Pts points ; G victoires ; N match nuls ; P défaites Bp buts marqués ; Bc buts encaissés ; Diff différence de buts |

### Résultats
| Résultats (▼dom., ►ext.)                                   | ASPTT | BPFC | ESOFV | MFC | FCN | FFIM | RAF | SB29 | TFC | USO | USSM | VGA |
| ASPTT Albi                                                 |       | 1-0  | 2-1   | 0-0 | 0-1 |      | 0-0 |      | 1-1 | 1-4 | 1-2  |     |
| Bergerac Périgord                                          |       |      |       | 0-5 | 0-3 | 0-7  |     | 0-5  | 0-3 | 0-1 | 0-3  | 0-5 |
| ESOFV La Roche-sur-Yon                                     | 4-2   | 1-0  |       | 2-0 | 0-0 |      |     | 4-0  | 5-1 | 1-0 | 2-4  |     |
| Montauban FC                                               | 1-0   |      | 3-3   |     | 1-4 | 2-5  | 0-3 | 5-3  | 3-0 |     |      | 6-1 |
| FC Nantes                                                  | 6-0   |      | 0-2   | 1-3 |     |      | 2-1 | 1-1  | 0-1 | 1-3 |      | 3-3 |
| FF Issy                                                    | 5-0   | 8-0  | 3-0   |     | 0-0 |      | 1-1 |      | 5-0 | 3-2 | 3-0  | 3-2 |
| Rodez AF                                                   | 6-1   | 6-0  | 2-0   |     |     | 2-1  |     | 1-1  |     | 3-3 | 4-1  |     |
| Stade brestois                                             | 2-1   | 3-0  | 1-0   | 1-1 |     | 1-3  | 2-1 |      | 0-1 |     |      | 1-0 |
| Toulouse FC                                                | 1-2   |      |       | 1-6 |     | 0-5  | 0-4 | 1-2  |     |     | 0-2  | 1-4 |
| US Orléans                                                 |       | 3-0  |       | 1-2 | 0-2 | 1-2  | 3-2 | 2-0  | 1-1 |     |      | 3-0 |
| US Saint-Malo                                              |       | 8-1  | 1-0   | 3-3 | 0-5 |      | 0-2 | 2-2  | 2-0 | 1-2 |      | 4-1 |
| VGA Saint-Maur                                             | 1-0   | 4-1  | 4-0   |     | 1-4 | 1-2  | 2-2 |      |     | 2-1 | 0-1  |     |
| - Victoire à domicile - Match nul - Victoire à l'extérieur |       |      |       |     |     |      |     |      |     |     |      |     |

| Résultats (▼dom., ►ext.)                                   | LOSC | ASSE | HAC | FFY | GF38 | TÉFC | FCV | AFCF | ASNL | RCSD | ASC | OGC |
| LOSC Lille                                                 |      | 2-2  | 1-4 | 2-0 | 4-2  | 2-1  | 0-0 |      |      | 2-0  | 2-0 |     |
| AS Saint-Étienne                                           |      |      | 4-1 | 2-1 | 3-1  | 2-0  |     |      | 0-0  | 2-2  | 1-0 | 8-0 |
| Le Havre AC                                                |      |      |     | 1-0 | 4-0  | 0-2  | 4-1 | 2-2  | 2-1  | 3-0  |     | 5-0 |
| FF Yzeure                                                  | 1-1  |      | 1-2 |     | 6-1  | 0-2  | 4-1 |      |      |      | 2-0 | 4-2 |
| Grenoble Foot 38                                           | 1-2  |      | 0-1 |     |      | 2-1  |     | 0-4  | 2-2  | 2-2  |     | 0-0 |
| Thonon Évian GGFC                                          |      | 1-2  | 0-3 | 1-4 | 1-0  |      |     | 0-0  | 1-1  | 6-0  |     | 0-1 |
| FC Vendenheim                                              | 1-3  | 0-3  | 0-1 |     | 0-1  | 1-0  |     | 2-2  |      | 2-0  | 2-0 |     |
| Arras FCF                                                  | 1-2  | 0-3  |     | 0-3 | 0-1  |      | 2-2 |      | 0-1  | 5-0  |     | 4-2 |
| AS Nancy-Lorraine                                          | 3-1  |      | 1-2 | 0-2 |      |      | 3-2 | 0-0  |      |      | 2-0 | 1-0 |
| RC Saint-Denis                                             | 1-3  | 0-2  |     | 0-3 |      |      | 2-3 | 2-0  | 0-4  |      | 1-4 | 1-2 |
| Amiens SC                                                  |      | 1-2  | 0-4 |     | 1-2  | 0-3  | 0-2 | 3-1  | 0-2  | 3-1  |     |     |
| OGC Nice                                                   | 0-3  | 0-0  |     | 0-2 | 1-0  | 0-5  | 2-2 |      | 1-1  |      | 1-1 |     |
| - Victoire à domicile - Match nul - Victoire à l'extérieur |      |      |     |     |      |      |     |      |      |      |     |     |

## Bilan de la saison
| Championnat de France féminin de football de deuxième division 2019-2020 |                        |
| Champion                                                                 | Titre non décerné      |
| Promotions et relégations                                                |                        |
| Promus en Division 1                                                     | FF Issy                |
| Promus en Division 1                                                     | Le Havre AC            |
| Relégués en Division 2                                                   | Olympique de Marseille |
| Relégués en Division 2                                                   | FC Metz                |
| Promus en Division 2                                                     | Le Puy Foot            |
| Promus en Division 2                                                     | FCE Mérignac-Arlac     |
| Promus en Division 2                                                     | FF Nîmes MG            |
| Promus en Division 2                                                     | RC Strasbourg          |
| Relégués en Ligues régionales de football                                | Amiens SC              |
| Relégués en Ligues régionales de football                                | Bergerac Périgord FC   |
| Relégués en Ligues régionales de football                                | RC Saint-Denis         |
| Relégués en Ligues régionales de football                                | Toulouse FC            |

## Statistiques

### Évolution du classement
Leaders du championnat
Évolution des classements
- Promu en Division 1.
- Relégué en Régional 1.

| Club                   | 1  | 2  | 3  | 4  | 5  | 6  | 7  | 8  | 9  | 10 | 11 | 12 | 13 | 14 | 15 | 16 | 17     | 18     | 19     | 20     | 21     | 22     |
| ---------------------- | -- | -- | -- | -- | -- | -- | -- | -- | -- | -- | -- | -- | -- | -- | -- | -- | ------ | ------ | ------ | ------ | ------ | ------ |
| ASPTT Albi             | 10 | 11 | 9  | 11 | 11 | 11 | 10 | 10 | 10 | 11 | 11 | 11 | 11 | 11 | 10 | 10 | Annulé | Annulé | Annulé | Annulé | Annulé | Annulé |
| Bergerac Périgord      | 11 | 12 | 12 | 12 | 12 | 12 | 12 | 12 | 12 | 12 | 12 | 12 | 12 | 12 | 12 | 12 | Annulé | Annulé | Annulé | Annulé | Annulé | Annulé |
| Stade brestois         | 3  | 6  | 4  | 3  | 3  | 2  | 1  | 2  | 4  | 4  | 5  | 4  | 6  | 7  | 8  | 7  | Annulé | Annulé | Annulé | Annulé | Annulé | Annulé |
| FF Issy                | 2  | 2  | 2  | 1  | 1  | 1  | 2  | 1  | 1  | 1  | 1  | 1  | 1  | 1  | 1  | 1  | Annulé | Annulé | Annulé | Annulé | Annulé | Annulé |
| ESOFV La Roche-sur-Yon | 12 | 10 | 11 | 9  | 9  | 8  | 7  | 9  | 8  | 9  | 8  | 9  | 9  | 9  | 7  | 8  | Annulé | Annulé | Annulé | Annulé | Annulé | Annulé |
| Montauban FC           | 5  | 3  | 6  | 4  | 5  | 4  | 6  | 4  | 3  | 2  | 3  | 3  | 2  | 4  | 6  | 5  | Annulé | Annulé | Annulé | Annulé | Annulé | Annulé |
| FC Nantes              | 1  | 1  | 1  | 2  | 2  | 5  | 3  | 5  | 5  | 3  | 4  | 2  | 3  | 2  | 3  | 4  | Annulé | Annulé | Annulé | Annulé | Annulé | Annulé |
| US Orléans             | 9  | 8  | 5  | 8  | 8  | 9  | 8  | 7  | 6  | 6  | 9  | 8  | 8  | 5  | 4  | 6  | Annulé | Annulé | Annulé | Annulé | Annulé | Annulé |
| Rodez AF               | 7  | 7  | 8  | 7  | 7  | 6  | 5  | 3  | 2  | 5  | 2  | 5  | 4  | 3  | 2  | 2  | Annulé | Annulé | Annulé | Annulé | Annulé | Annulé |
| US Saint-Malo          | 4  | 4  | 3  | 6  | 4  | 3  | 4  | 6  | 7  | 7  | 6  | 6  | 5  | 6  | 5  | 3  | Annulé | Annulé | Annulé | Annulé | Annulé | Annulé |
| VGA Saint-Maur         | 6  | 5  | 7  | 5  | 6  | 7  | 9  | 8  | 9  | 8  | 7  | 7  | 7  | 8  | 9  | 9  | Annulé | Annulé | Annulé | Annulé | Annulé | Annulé |
| Toulouse FC            | 8  | 9  | 10 | 10 | 10 | 10 | 11 | 11 | 11 | 10 | 10 | 10 | 10 | 10 | 11 | 11 | Annulé | Annulé | Annulé | Annulé | Annulé | Annulé |

| Club              | 1  | 2  | 3  | 4  | 5  | 6  | 7  | 8  | 9  | 10 | 11 | 12 | 13 | 14 | 15 | 16 | 17     | 18     | 19     | 20     | 21     | 22     |
| ----------------- | -- | -- | -- | -- | -- | -- | -- | -- | -- | -- | -- | -- | -- | -- | -- | -- | ------ | ------ | ------ | ------ | ------ | ------ |
| Amiens SC         | 7  | 9  | 10 | 10 | 11 | 9  | 9  | 10 | 11 | 11 | 11 | 11 | 11 | 11 | 11 | 11 | Annulé | Annulé | Annulé | Annulé | Annulé | Annulé |
| Arras FCF         | 10 | 6  | 7  | 7  | 7  | 7  | 7  | 7  | 7  | 7  | 6  | 9  | 9  | 8  | 9  | 9  | Annulé | Annulé | Annulé | Annulé | Annulé | Annulé |
| Grenoble Foot     | 6  | 8  | 9  | 8  | 9  | 8  | 8  | 9  | 9  | 8  | 8  | 7  | 7  | 7  | 8  | 8  | Annulé | Annulé | Annulé | Annulé | Annulé | Annulé |
| Le Havre AC       | 1  | 2  | 2  | 2  | 2  | 2  | 2  | 2  | 2  | 1  | 2  | 2  | 2  | 2  | 2  | 1  | Annulé | Annulé | Annulé | Annulé | Annulé | Annulé |
| LOSC Lille        | 5  | 5  | 4  | 5  | 5  | 4  | 4  | 3  | 4  | 5  | 5  | 5  | 3  | 4  | 3  | 3  | Annulé | Annulé | Annulé | Annulé | Annulé | Annulé |
| AS Nancy-Lorraine | 2  | 3  | 3  | 3  | 3  | 3  | 3  | 5  | 5  | 4  | 4  | 4  | 5  | 5  | 5  | 5  | Annulé | Annulé | Annulé | Annulé | Annulé | Annulé |
| OGC Nice          | 12 | 12 | 12 | 12 | 10 | 11 | 11 | 8  | 8  | 10 | 10 | 10 | 10 | 10 | 10 | 10 | Annulé | Annulé | Annulé | Annulé | Annulé | Annulé |
| RC Saint-Denis    | 11 | 11 | 11 | 11 | 12 | 12 | 12 | 12 | 12 | 12 | 12 | 12 | 12 | 12 | 12 | 12 | Annulé | Annulé | Annulé | Annulé | Annulé | Annulé |
| AS Saint-Étienne  | 4  | 1  | 1  | 1  | 1  | 1  | 1  | 1  | 1  | 2  | 1  | 1  | 1  | 1  | 1  | 2  | Annulé | Annulé | Annulé | Annulé | Annulé | Annulé |
| Thonon Évian GGFC | 8  | 10 | 8  | 9  | 8  | 10 | 10 | 11 | 10 | 9  | 9  | 8  | 8  | 9  | 7  | 6  | Annulé | Annulé | Annulé | Annulé | Annulé | Annulé |
| FC Vendenheim     | 9  | 7  | 5  | 6  | 6  | 6  | 6  | 6  | 6  | 6  | 7  | 6  | 6  | 6  | 6  | 7  | Annulé | Annulé | Annulé | Annulé | Annulé | Annulé |
| FF Yzeure         | 3  | 4  | 6  | 4  | 4  | 5  | 5  | 4  | 3  | 3  | 3  | 3  | 4  | 3  | 4  | 4  | Annulé | Annulé | Annulé | Annulé | Annulé | Annulé |

### Moyennes de buts marqués par journée
Ce graphique représente le nombre de buts marqués lors de chaque journée pour le groupe A.
Ce graphique représente le nombre de buts marqués lors de chaque journée pour le groupe B.

### Classements des buteuses
Mise à jour : 09 mars 2020 (classements finals)
|    | Joueuse               | Club                   | Buts |
| -- | --------------------- | ---------------------- | ---- |
| 1  | Charlotte Fromantin   | Montauban FC           | 16   |
| 2  | Laurie Teinturier     | FF Issy                | 15   |
| 3  | Anne-Marie Bănuță     | Rodez AF               | 12   |
| 4  | Maureen Cosson        | ESOFV La Roche-sur-Yon | 9    |
| 4  | Batcheba Louis        | FF Issy                | 9    |
| 4  | Océane Ringenbach     | US Saint-Malo          | 9    |
| 7  | Salma Amani           | FF Issy                | 8    |
| 7  | Pamela Babinga        | US Saint-Malo          | 8    |
| 7  | Sofia Guellati        | Rodez AF               | 8    |
| 10 | Fatoumata Baldé       | FC Nantes              | 7    |
| 11 | Coralie Austry        | Rodez AF               | 6    |
| 11 | Marion Braunwart      | Montauban FC           | 6    |
| 11 | Kenza Chapelle        | VGA Saint-Maur         | 6    |
| 11 | Claire Guillard       | FC Nantes              | 6    |
| 11 | Solenne Ninot         | US Orléans             | 6    |
| 11 | Mikerline Saint-Félix | Montauban FC           | 6    |
| 11 | Cindy Thomas          | FF Issy                | 6    |
| 18 | 6 joueuses            | 6 joueuses             | 5    |
| 24 | 6 joueuses            | 6 joueuses             | 4    |
| 30 | 15 joueuses           | 15 joueuses            | 3    |
| 45 | 27 joueuses           | 27 joueuses            | 2    |
| 72 | 40 joueuses           | 40 joueuses            | 1    |

|    | Joueuse           | Club              | Buts |
| -- | ----------------- | ----------------- | ---- |
| 1  | Anaïs Ribeyra     | FF Yzeure         | 15   |
| 2  | Laury Jesus       | AS Saint-Étienne  | 10   |
| 2  | Élodie Policarpo  | Le Havre AC       | 10   |
| 4  | Noémie Mouchon    | LOSC Lille        | 9    |
| 5  | Ashley Clark      | Le Havre AC       | 7    |
| 5  | Julie Dufour      | LOSC Lille        | 7    |
| 5  | Kelly Gago        | AS Saint-Étienne  | 7    |
| 5  | Tiffany Vassant   | Amiens SC         | 7    |
| 9  | Laura Arriberouge | Grenoble Foot 38  | 6    |
| 9  | Laura Blanchard   | AS Nancy-Lorraine | 6    |
| 9  | Pilar Khoury      | AS Saint-Étienne  | 6    |
| 9  | Luce Ndolo Ewelé  | Thonon Évian GGFC | 6    |
| 9  | Courtney Strode   | Arras FCF         | 6    |
| 14 | 4 joueuses        | 4 joueuses        | 5    |
| 18 | 9 joueuses        | 9 joueuses        | 4    |
| 27 | 16 joueuses       | 16 joueuses       | 3    |
| 43 | 13 joueuses       | 13 joueuses       | 2    |
| 56 | 42 joueuses       | 42 joueuses       | 1    |

Sources :

Classement des buteuses (Groupe A) sur le site Footoféminin

Classement des buteuses (Groupe B) sur le site Footoféminin